# 邹漪
鄒漪（1615年—？），字流綺，又字西村，室名五车楼。明末清初常州無錫人。
邹式金的長子。生於万历四十三年（1615年），吳偉業的學生，博学多闻，好著述。與名人王士禎等有往來。因卖屋筹资出版吴伟业的《鹿樵纪闻》遭到清廷逮捕下獄。后为安徽施閏章所营救，得以幸免。又因订补《鹿樵纪闻》有“篡改”史实嫌疑而受到全祖望批评。康熙十三年仍在世。著有《啟禎野乘》、《明季遺聞》等書。《杂剧三集》是邹式金、邹漪父子共同编选。另编刻有《诗媛八名家集》、《红蕉集》、《名家诗选》、《五大家诗抄》等。